# 无线个人网
无线个人网（英語：Wireless personal area network）提供了一种小范围内无线通信的手段。
IEEE 802协议系列中定义了一系列无线网络标准，目前已成型的无线个人网标准主要有两个:
- 无线个人网络（WPAN，IEEE802.15.1），覆盖了蓝牙（BlueTooth）协议栈的物理层/媒体接入控制层（MAC/PHY）层。
- 低速无线个人网络（LR-WPAN，IEEE802.15.4），覆盖了ZigBee协议栈的物理层/媒体接入控制层（MAC/PHY）层。

## 无线个人网与无线局域网（WLAN）的区别
主要在于目标应用领域不同。
- 无线局域网一般用来替代有线的局域网技术。
- 蓝牙用来替代智能设备，如电脑，手机,PDA,数码相机/摄像机等的外接电缆。
- ZigBee则应用于低速低功耗的无线网络，如传感器网络，无线读表网络，智能玩具，智能家庭，智能农业等。

应用领域的不同决定了这三种无线网络实现上的不同，包括
- 无线的覆盖范围。WLAN覆盖半径设计值为100米，蓝牙覆盖半径为10米，ZigBee则为50米。
- 设备功耗。无线局域网设备一般为插电设备，而无线个人网设备则一般为电池设备。ZigBee更致力于极低功耗网络，例如不换电池能维持约10年的设备。
- 组网形式。
- 无线接入方式。
- 网络的安装及网络的生存期，等等。

## 无线个人网络
IEEE802.15.1：Wireless Personal Area Network，WPAN。
该标准定义一个物理层对应于蓝牙的物理层，一个介质访问控制层包括了蓝牙协议栈相应的部分。

### 组网形式
可有两种网络形式。
- 极微网（Piconet）由一个主控设备（Master）和1到7个从属设备（Slave）组成。
- 一个IEEE802.15.1设备可在一个极微网中充当主控设备，而在另一个或几个极微网中充当从属设备，从而将不同的极微网桥接起来，如此组成一个分散网（Scatternet）。

### 物理层
主要特性为：
- GFSK调制；
- 2.4GHz的ISM频段
- 3类发射功率
  - 第一类最高100mW（=20dBm）最低1mW
  - 第二类最高2.5mW最低0.25mW，第三类最高1mW。

### 介质访问控制层
主要特性为：
- 基带（Baseband），一个每秒1600跳的跳频信道由连续不断的625微秒的时隙组成。双向通信由时分双工实现。基带支持两种物理信道：
  - 面向连接的同步信道（Sychronous Connection-Oriented，SCO link）可用于提供双向64kb/s的PCM话音通路；
  - 无连接异步信道（Asychronous Connection-Less，ACL link）用于数据通路（不对称可达723.2kb/s，对称可达433.9kb/s）。
- 链路管理协议（Link Manager Protocol），负责物理链路的建立和管理。
- 逻辑链路控制及适配协议（Logical Link Control and Adaptation Protocol），负责对高层协议的复用，数据包分割（Segmentation）和重新组装（Reassembly）。
- 一个标准化的控制接口（Host Control Interface HCI）。

## 低速无线个人网络
IEEE 802.15.4：Low Rate Wireless Personal Area Network，LR-WPAN

### 组网形式
IEEE802.15.4的网络设备分为两类，完整功能设备（Full Functional Device, FFD）支持所有的网络功能，是网络的核心部分；部分功能设备（Reduced Functional Device, RFD）只支持最少的必要的网络功能，网络中一般大部分是此类设备。一般有两种组网形式，
- 星型网络，以一个完整功能设备为网络中心。
- 簇型网络，在若干星型网络基础上，中心的完整功能设备再互相连接起来，组成一个树型网络。

### 物理层
主要特性为：868MHz，915MHz，2.4GHz ISM频段上的共27个信道。其中，
- 信道0，868-868.6MHz,中心频率868.3Hz。BPSK调制。提供20kb/s的数据通路。
- 信道1-10,中心频率=906 + 2x（信道号-1）MHz。BPSK调制。每信道提供40kb/s的数据通路。
- 信道11-26,中心频率=2405 + 5x（信道号-11）MHz。O-QPSK调制。每信道提供250kb/s的数据通路。

### 介质访问控制层
主要特性为：CSMA/CA接入，以及可选的超级帧（Superframe）分时隙机制。